# カール・ローセンベーャ
カール・F・V・M・ローセンベーャ(Carl Frederik Vilhelm Mathildus Rosenberg ,1829年 - 1885年)は、デンマークの文化史学者。
著書の『北欧人の精神生活――古代から現代まで』(Nordboernes Aandsliv fra Oldtilden til vore Dage)の発表は19世紀後半であるが、北欧精神史という分野においてはこれに匹敵するものは2018年現在においてもなお発表されていないと評されている。